# Michael Gregorio
Michael Gregorio è lo pseudonimo utilizzato dall'inglese Michael G. Jacob (Liverpool, 1948) e da sua moglie, l'italiana Daniela De Gregorio (Spoleto, 2 giugno 1950), per una serie di romanzi gialli ambientati in Prussia all'epoca delle guerre napoleoniche e incentrati sulle indagini di Hanno Stiffenis, un magistrato di Lottingen, allievo di Immanuel Kant.
L'intero ciclo di romanzi, edito in Gran Bretagna con Faber&Faber e poi uscito in Italia nella collana Stile libero di Einaudi, è stato tradotto in molte lingue e pubblicato negli Stati Uniti, in Australia, Brasile, Cina, Francia, Germania, Giappone, Polonia e Spagna.
Nel 2014 con la casa editrice Severn House è uscito in UK ed USA Cry Wolf il primo libro di una nuova serie ambientata ai nostri giorni con protagonista Sebastiano Cangio, un forestale che combatte l'infiltrazione di uno spietato clan della criminalità organizzata in una zona inimmaginabile dell'Italia: l'Umbria.

## Opere
- Critique of Criminal Reason, 2006
  - Critica della ragion criminale, traduzione di Mario Marchetti, Einaudi Stile Libero Big, 2006
- Days of Atonement, 2007
  - I giorni dell'espiazione, traduzione di Mario Marchetti, Einaudi Stile Libero Big, 2008
- Visible darkness, 2008
  - Luminosa tenebra, traduzione di Mario Marchetti, Einaudi Stile Libero Big, 2010
- Boschi & bossoli, Collana VerdeNero Edizione Ambiente, 2012
- Cry Wolf, Severn House 2014 (edizione UK e USA)
- La donna che spaventò la morte, un racconto su Leonarda Cianciulli che fa parte dell'antologia Il Cuore Nero della Donne a cura di Luca Crovi ed edito da Guanda 2015